# Palais de Dechencholing
Le palais de Dechencholing (བདེ་ཆེན་ཆོས་གླིང་ en dzongkha) est un palais situé dans la capitale du Bhoutan, à Thimphou. Ancienne résidence des rois du Bhoutan, il ne remplit désormais plus cette fonction. Il fut achevé en 1953. Le palais se situe au nord de la capitale, et est entouré de forêts et de rivières.

## Situation
Le palais de Dechencholing est un palais qui se situe en pleine nature, au nord de la vallée de Thimphou, plus particulièrement sur la rive ouest de la rivière Thimphou. On accède au palais par une route spéciale : la voie Dechhen Lam. Celle-ci longe la rive est de la rivière depuis le district de Yangchenphug, en passant par Langjupakha. Sur le chemin menant au palais, on trouve des bâtiments importants tels que le Royal Banquet Hall, le Centre d’études sur le Bhoutan, le Centre d'Artisanat du Bois. Juste au sud du palais, de l'autre côté de la rivière, se trouve la banlieue de Taba. Le palais est entouré de forêts de part et d'autre ; la forêt orientale est dense et est la seule forêt d'arbres feuillus de Thimphou. En face du palais on trouve, au-dessus de Taba, le Wangchuck Resort, utilisé comme lieu de méditation, éloigné de tout. La retraite n'a cependant aucun lien avec le palais. Le Palais de Dechencholing, bien que situé à Thimphou, est donc situé en pleine nature, entouré de forêts de feuillus.

## Histoire du palais
Bien que le palais ne soit plus la résidence royale aujourd'hui, il est encore utile pour des rassemblements diplomatiques.
Le palais de Dechencholing a été construit en 1953, après le couronnement du roi du Bhoutan Druk Gyalpo Jigme Dorji Wangchuck. Il a été construit à la suite du décès de son père, Druk Gyalpo Jigme Wangchuck, en 1952,. Le fils du troisième roi du Bhoutan, Jigme Singye Wangchuck, est d'ailleurs né dans le palais le 11 novembre 1955. Les cent mille rituels de Raksha Thotreng furent effectués au palais, comme rite, pour l'intronisation publique du même Jigme Singye Wangchuck en 1974.
La grand-mère royale, aujourd'hui décédée, la mère de Druk Gyalpo, mais aussi la reine Ashi Phuntsho Choden, vivaient dans ce palais en tant que nonnes bouddhistes. Cependant, le roi actuel ne réside plus dans ce palais et la résidence royale a été déplacée. Elle se trouve désormais au Palais Samteling,.
Le palais est maintenant utilisé pour les délégations internationales, en particulier quand il s'agit des délégations indiennes,. Les ambassadeurs indiens se rendent régulièrement au palais pour discuter avec le gouvernement bhoutanais. En effet l'Inde est le pays qui entretient le plus de relations avec le Bhoutan, même si la Chine tente, ces dernières années, de s'approprier le Bhoutan comme allié,,. C'est également le lieu pour organiser des déjeuners et des banquets pour le chef des États et d'autres invités importants du Bhoutan.
Le palais est un bâtiment de trois étages situé au milieu de différents arbres, de pelouses et d'étangs, selon la tradition bouddhiste. Bien que le roi du Bhoutan y réside de temps en temps, ce sont surtout d'autres membres de la famille royale qui y résident. 

## Architecture
Son architecture est entièrement de style traditionnel bhoutanais, que ce soit d'aspect extérieur comme intérieur. Le mobilier y est également représentatif de la culture du Bhoutan. L'ameublement intérieur serait recouvert de métal selon les techniques et cultures bhoutanaises.
L'ancienne reine douairière Gayum Phuntsho Choden Wangchuck a vécu dans ce palais pendant de nombreuses années. On y retrouve encore aujourd'hui sa chapelle ornée de peintures, de sculptures et de bougies. Gayum employa de nombreuses femmes au palais. Leur métier était de tisser des vêtements pour hommes et pour femmes, produisant des costumes nationaux. Comme le palais accueille fréquemment des délégations internationales, il dispose de son propre héliport pour faciliter l’accès rapide. C'est d'ailleurs notable car la ville de Thimphou ne possède pas d'aéroport,,,,.
En 1957, le roi Jigme Wangchuck chargea l'artiste Lam Durlop Dorji, de Bumthang, d'ouvrir une école de broderie au palais, afin de former une trentaine de jeunes moines dans ce domaine. L'école a produit plusieurs broderies notables de thangka (sorte de peinture sur rouleau), notamment de Thongdrel (grands thangkas suspendus aux toits des monastères et des dzongs). Le Bhoutan étant une nation bouddhiste tibétaine, cette école est fortement axée sur le bouddhisme.